# 熊本銀行
株式会社熊本銀行（くまもとぎんこう、The Kumamoto Bank, Ltd.）は、熊本県熊本市中央区に本店を置く第二地方銀行。
通称は熊銀（くまぎん）。

## 概要
1992年（平成4年） に、いずれも相互銀行から普通銀行に転換した旧熊本銀行と旧肥後ファミリー銀行が対等合併し、旧熊本銀行を存続会社として熊本ファミリー銀行が誕生。
2007年（平成19年）4月2日、福岡県に本拠をおく有力地銀福岡銀行と経営統合し、ふくおかフィナンシャルグループを設立、同グループの傘下に入った。それに先立ち、2006年（平成18年）6月12日より、同行のATMでは福岡銀行のキャッシュカードは自行扱いとなった（ただしコンビニATMは除く）。
2013年（平成25年）4月1日、熊本を代表する銀行のひとつであることをシンプルに表現するために、旧肥後ファミリー銀行と対等合併する以前の商号であった「熊本銀行」に再改称した。

## 店舗
熊本県内のほか、福岡県（福岡市・久留米市・大牟田市）や鹿児島県（鹿児島市・出水市・薩摩川内市）に店舗を構える。九州以外の地域には支店はない。
また、一部の支店では、1つの店舗内に複数の支店が営業する店舗内店舗方式（ブランチインブランチ）を採っている。2024年9月時点で、熊本市7ヶ所、荒尾・玉名地区1ヶ所、八代地区1ヶ所、宇城地区1ヶ所、天草地区2ヶ所、福岡県1ヶ所の全13ヶ所が該当し、14の支店と1つの出張所が別の店舗で営業されている。

## 沿革
- 1929年（昭和4年）
  - 1月 - 熊本無尽を設立。
  - 4月 - 熊本無尽、「山鹿興業無尽商会」の営業の全部を譲り受ける。
- 1933年（昭和8年）3月 - 肥後無尽を設立。
- 1942年（昭和17年）8月 - 熊本無尽、「福栄無尽」を合併。
- 1943年（昭和18年）
  - 2月 - 肥後無尽、「阿蘇無尽」の営業を譲り受ける。
  - 3月 - 肥後無尽、「城南無尽」を合併。
- 1951年（昭和26年）10月 - 相互銀行に転換、商号を熊本無尽は「熊本相互銀行」へ、肥後無尽は「肥後相互銀行」へそれぞれ改称。
- 1972年（昭和47年）12月 - 肥後相互銀行、新本店ビルを完成（現：熊本銀行中央支店）。
- 1977年（昭和52年）9月 - 熊本相互銀行、事務センター新築・事務部移転。
- 1984年（昭和59年）7月 - 熊本相互銀行、本店を市南部の水前寺六丁目へ移転（現：熊本銀行本店）。従来の本店窓口は、花畑営業部に改称。
- 1987年（昭和62年）10月 - 両行、福岡証券取引所へ上場。
- 1989年（平成元年）2月 - 普通銀行に転換、商号を熊本相互銀行は「（初代）熊本銀行」へ、肥後相互銀行は「肥後ファミリー銀行」へそれぞれ改称。
- 1990年（平成2年）6月 - 肥後ファミリー銀行とディーシーカードによる共同でファミリーカードを設立。
- 1992年（平成4年）4月 - 熊本銀行、肥後ファミリー銀行と合併して「熊本ファミリー銀行」へ改称。旧肥後ファミリー銀行本店は、中央営業部となった。
- 2001年（平成13年）4月 - 中央営業部（旧・肥後ファミリー銀行本店）と花畑営業部（1984年以前の旧熊本相互銀行本店営業部窓口）を支店に降格させ、分散していた本部機能の一部を本店ビルに集約。
- 2004年（平成16年）7月　- 金融庁から業務改善命令が発動される[4][5]。
- 2005年（平成17年）
  - 1月 - アイワイバンク銀行（現：セブン銀行）とのコンビニATMによる提携を開始。
  - 5月16日 - 工大通支店を崇城大学通支店へ改称。
- 2006年（平成18年）
  - 5月17日 - 整理回収機構へ発行した優先株式（公的資金）を福岡銀行が買い取る。
  - 6月12日 - 福岡銀行とATM・CD相互無料提携を開始。
  - 10月2日 - 福岡支店を福岡営業部へ改称。
  - 11月6日 - 東京支店・東京事務所を福岡ビル（福岡銀行東京支店が入居）へ移転。
  - 11月22日 - 熊本県菊池郡菊陽町に菊陽支店を開設。
- 2007年（平成19年）
  - 1月22日 - イーネットとのコンビニATMによる提携を開始。
  - 4月2日 - 福岡銀行との共同株式移転によりふくおかフィナンシャルグループが設立され、同社の子会社となる。
  - 6月27日 - 熊本県上益城郡嘉島町に嘉島支店を開設。
  - 11月9日 - 同行東京支店を廃止すると共に東京事務所も閉鎖し、本州から撤退。
  - 11月19日 - 長崎県の親和銀行が同年10月1日付でふくおかフィナンシャルグループのグループ銀行（同社の完全子会社）となったことに伴い、親和銀行とのATM手数料相互無料化を開始[6]。
- 2008年（平成20年）
  - 1月 - 子会社でクレジットカード事業を担っていた熊本カードの全株式を福岡銀行へ譲渡（熊本カードは同年4月1日付でFFGカードに商号変更）[7]。
  - 3月21日 - 同行長崎・島原・大分の3支店を廃止し、長崎・大分の各県から撤退。
  - 11月25日 - 子会社で事務代行や人材派遣事業を担っていた熊本ファミリービジネスを解散（業務は福岡銀行の関連会社が担当）[8]。
- 2009年（平成21年）
  - 1月5日 - オンラインシステムを、九州地方の第二地銀7行が共同で運用している「システムバンキング九州共同センター（SBK）」から離脱し、福岡銀行・広島銀行との共同利用型基幹システムへ移行[9]。
  - 2月12日 - 事業再生事業及び不良債権関連事業を会社分割により福岡銀行へ承継[10]。
  - 3月16日 -
    - 従来自行で展開していたポイントサービス「ファミーズ☆クラブ」を、福岡銀行と共通のポイントくらぶ「マイバンク」へ移行し、申込受付を開始[11][注 8]。
    - 熊本県内を本店所在地とする金融機関で初めて、AEDを全店に設置[12]。

  - 5月25日 - イオン銀行とのATMに関する業務提携に基づき、ATM相互開放を開始。イオン、マックスバリュ、ザ・ビッグ、イオンモールをはじめとする全国のイオングループ店舗に設置のイオン銀行ATMで当行キャッシュカードによる引出（出金）及び残高照会が可能となる（手数料は当行ATMと同じ扱いとなり、残高照会や平日時間内の引出は無料となる）[13]。
- 2010年（平成22年）
  - 3月23日 - 当日申込分よりICカード（ICキャッシュカード・生体認証ICキャッシュカード・ICローンカード）に設けられていた有効期限を廃止（クレジット一体型の「arecore card」はクレジットカードの有効期限に揃えられる）。同年3月19日以前申込分のICカードについては、有効期限到来時に更新されるICカードが無期限となる[14][注 9]
  - 9月21日 - FFGグループ3行間のATM相互入金サービスを開始。これにより、当行ATMで福岡銀行や親和銀行のキャッシュカードによる入金並びに福岡銀行や親和銀行のATMで当行キャッシュカードよる入金が可能となる[15]。
- 2012年（平成24年）3月26日 - ローソンの子会社であるローソン・エイティエム・ネットワークス（現：ローソン銀行）と提携し、コンビニATMサービス（ローソンATM）を開始[16]。
- 2013年（平成25年）
  - 4月1日 - 「（2代目）熊本銀行」に商号変更。熊本ファミリー銀行への商号変更から21年ぶりに旧商号へ回帰される。
  - 9月2日 - クレジット一体型キャッシュカード「arecore（アレコレ）カード」の追加ラインナップとして、JR九州との提携カードとなる交通ICカード一体型「arecore SUGOCA（アレコレSUGOCA）」の受付を開始（福岡銀行や親和銀行でも同時に受付を開始、券面左下に記載の銀行名が異なる程度で基本デザインは統一されている）[17]。
  - 10月 - 新型ATMとして日立オムロンターミナルソリューションズ（現：日立チャネルソリューションズ）製の「AKe-S（エーケーエス）」が導入され、順次更新される（2014年(平成26年)3月までに更新を完了。グループ銀行の福岡銀行や親和銀行でも同時期に新型ATMへ順次更新される）[18]。
- 2014年（平成26年）
  - 4月1日 - 竹下英専務執行役員が頭取に昇格[19]。
  - 4月7日 - FFGグループ3行間の通帳相互利用サービスを開始。これにより、当行ATMで福岡銀行や親和銀行の通帳の利用、福岡銀行や親和銀行ATMで当行の通帳の利用が可能となった。併せて、ATMでのキャッシュカードの相互利用の範囲も拡大され、当行ATMでの福岡銀行・親和銀行の法人カードの利用及び福岡銀行や親和銀行ATMでの当行法人カードの利用も可能となった[20]。
  - 4月14日 - 熊本県熊本市中央区新屋敷の新屋敷支店を、日本たばこ産業熊本工場跡地の中央区大江3丁目(2014年6月開店の「ゆめタウン大江」の隣接地)に移転し、大江白川支店を開設。
  - 12月 - クレジット一体型キャッシュカード「arecoreカード」の追加ラインナップとして、ニモカとの提携カードとなる交通ICカード一体型「arecore nimoca（アレコレnimoca）」の取り扱いを開始[21]。
- 2017年（平成29年）10月2日 - ふくおかフィナンシャルグループとiBankマーケティングが共同で展開する金融サービスプラットフォーム「iBank」事業に参画し、スマートフォン専用アプリ「Wallet+（ウォレットプラス）」及びJCBブランドのデビットカード「Debit+（デビットプラス）」の取り扱いを開始[22]。
- 2018年（平成30年）
  - 5月14日 - 本店営業部内にグループ会社のFFG証券熊本支店が開設される（FFG証券で初となる熊本県への新規出店となる）[23]。
  - 7月2日 -
    - GMOペイメントゲートウェイとの連携により、スマホ決済サービス「YOKA!Pay（よかペイ）」の取り扱いを開始。銀行Pay（マルチバンク対応）の導入により、取り扱い開始当初より福岡銀行・親和銀行の「YOKA!Pay」及び横浜銀行の「はまペイ」と連携し、相互利用が可能である[24]。
    - 保田窪支店（同年6月18日付で託麻支店[注 10]内へ移転）の店舗跡地に、テレビ電話を利用した「テレビ相談窓口」、「税金・公共料金セルフ出納機」、「通帳繰越機」を備えた次世代型の無人サービス拠点となる「サテライトプラザ保田窪」をオープン[25]。
- 2019年（平成31年）
  - 2月4日 - いつわ支店（同年1月21日付で天草支店内へ移転）の店舗跡地に、無人サービス店舗「サテライトプラザいつわ」を新設[26]。
  - 2月25日 - 宮原出張所（同年2月12日付で鏡支店内へ移転）の店舗跡地に、無人サービス店舗「サテライトプラザ宮原」を新設[27]。
  - 3月25日 - 県庁支店（同年3月11日付で本店営業部内へ移転）の店舗跡地に、無人サービス店舗「サテライトプラザ県庁」を新設[28]。「サテライトプラザ県庁」の開設により、事前に発表されていた移転元店舗3店舗の「サテライトプラザ」への転換を完了した。
  - 4月1日 - ふくおかフィナンシャルグループと十八銀行の経営統合に伴い、十八銀行宛の振込手数料を引き下げる（インターネットバンキング・モバイルバンキングは無料化する）とともに、十八銀行とのATM手数料相互無料化を開始[29]。
- 2021年（令和3年）
  - 1月4日 - グループ銀行の十八親和銀行[注 11]でのシステム統合が完了したことに伴い、旧十八銀行ATMでの当行キャッシュカードによる入金および、当行ATMでの旧十八銀行キャッシュカードによる入金が可能となる。
  - 4月2日 - 無人サービス拠点「サテライトプラザ」で実施していた「テレビ相談窓口」と「税金・公共料金セルフ収納機（保田窪・県庁のみ）」のサービスを終了。サービス終了に伴い、「サテライトプラザ」は同年4月3日付で全店舗店外ATMコーナーへ転換[30]。
  - 4月12日 - 「投信のパレット」を全店でサービスを開始[31]。本サービスはFFGの独自開発によるシステムを駆使して公平中立に分析の上で優秀な投資信託を選出し、顧客の意向に沿った目標収益を目指すベストな組み合わせを案内するもので、グループ銀行である十八親和銀行との同時導入となる。
  - 10月18日 - 「熊本銀行EAZYBIZ」サービスを開始[32]。本サービスは株式会社スマイルワークスとの協業による業務効率化支援サービスで、法人・個人事業主向けインターネットバンキング「BB-Web」と自動連携することで、取引先とのやりとりを電子化、銀行振込作業や入金確認が自動化されるほか、案件単位での収益管理、会計機能や勤怠管理・給与計算・在庫管理なども一括提供することでデータ移行処理も不要化される（EAZYBIZは同年7月1日から福岡銀行で「ふくぎんEAZYBIZ」として開始されており、同様のサービスを当行でも実施することとなった。グループ行の十八親和銀行でも当行と同日に「十八親和銀行EAZYBIZ」としてサービスを開始している）。
- 2022年（令和4年）
  - 6月6日 - 生体認証機能付キャッシュ・クレジット・ローン一体型カード「アレコレカード」にJCBブランド仕様の「アレコレJCBカード」を追加し、取り扱いを開始（一般カードとゴールドカードのみで、一般カードは既存の「アレコレVISAクラシックカード」同様にカラー選択が可能。グループ行の十八親和銀行では当行に先行して同年6月1日より取り扱いを開始している）[33]。
  - 12月31日 - この日の営業終了をもって肥後銀行が幹事行となっている店外共同ATM「八代市役所鏡支所」の共同利用を終了[34]。
- 2023年（令和5年）
  - 3月 - グループ行の福岡銀行・十八親和銀行と共に2024年度の新紙幣発行対応に伴うATMの全面更改を開始（順次更改が行われ、9月までに完了）。2013年10月更改時と同様に日立チャネルソリューションズ製となるが、「AKe-S」の改良型である「AKe-Sx（エーケーエスエックス）」となり、同年4月3日からは全国で初となる地方税統一QRコードのATMでの収納にも対応する[35]。
  - 4月3日 - 本店別館2階にグループ会社のFFGリース熊本営業部が開設される（同社で初となる熊本県での営業拠点となる）[36]。
  - 6月30日 - この日の営業終了をもって肥後銀行が幹事行となっている店外共同ATM5ヶ所（熊本中央病院・菊池市役所・熊本地方合同庁舎・イオン天草店・リンドマール太陽）及び九州労働金庫が幹事行となっている店外共同ATM「山鹿市役所」の共同利用を終了[37]（このうち、イオン天草店は翌7月1日に当行の店外ATMコーナー「イオン天草店出張所」が新設された[38]）。
  - 10月2日 - 前日の10月1日にふくおかフィナンシャルグループと福岡中央銀行が経営統合したことに伴い、福岡中央銀行宛の振込手数料を引き下げる（インターネットバンキングは振込額に関係なく一律無料化する）とともに、当行ATMで福岡中央銀行キャッシュカードを利用した際の振込取引時のATM時間外手数料及び入金取引時のATM利用手数料が無料化される（なお、当行キャッシュカードを利用して福岡中央銀行ATMで振込を行う場合や、テレホンバンキングで福岡中央銀行宛の振込を行う場合は2024年4月予定のシステム対応が完了するまでの間、一旦改定前の手数料で引き落とされた後、後日、改定後の手数料との差額分を口座へキャッシュバックされる形態が採られる）[39]。
- 2024年（令和6年）
  - 4月30日 - この日の営業終了をもって肥後銀行が幹事行となっている店外共同ATM「宇城市役所」の共同利用を終了[40]。
  - 5月20日 - 福岡県の久留米支店を福岡銀行 東久留米支店内へ移転し、グループ共同店舗化[41]。
- 2025年（令和7年）
  - 3月10日 - 天草市の牛深支店を天草支店内に移転し、牛深郵便局内に出張所を設置し手続窓口とATMを設置予定[42]。（郵便局内にゆうちょ銀行以外の銀行が有人窓口を開設するのは日本初である[43]。）

## 情報処理システム
2009年（平成21年）1月5日に、福岡銀行・広島銀行との共同利用型基幹システムへの移行が行われた。

### 注
1. ↑  シンボルマークは「K」をモチーフとし、シンボルカラーは「火の国くまもと」を連想させるあたたかみのあるオレンジに、ロゴフォントは福岡銀行や親和銀行（現：十八親和銀行）と共通のデザインとなった。
2. ↑  本店営業部・県庁支店、浄行寺支店・子飼橋支店・清水支店、花畑支店・中央支店・西山中学前支店、健軍支店・第二空港通支店、託麻支店・保田窪支店、崇城大学通支店・京町台支店、武蔵ケ丘支店・麻生田支店・楠支店
3. ↑  玉名支店・南崎支店
4. ↑  鏡支店・宮原出張所
5. ↑  松橋支店・三角支店
6. ↑  天草支店・いつわ支店、大矢野支店・松島支店
7. ↑  福岡営業部・諸岡支店
8. ↑  2019年（平成31年）4月に現在の「mybank+（マイバンクプラス）」へリニューアルされる
9. ↑  グループ銀行の親和銀行（現：十八親和銀行）でも同日にICカードの有効期限を廃止
10. ↑  託麻支店は平成28年熊本地震の影響で2016年（平成28年）4月18日から臨時休業となり、同年4月25日に近隣の東託麻支店内に仮店舗として一時移転。2018年（平成30年）5月21日の新築移転により、約2年ぶりに旧店舗地へ戻った経緯がある
11. ↑  2020年（令和2年）10月1日付で親和銀行と十八銀行の合併により発足